# Endicott (Nebraska)
Endicott je selo u američkoj saveznoj državi Nebraska. Prema popisu stanovništva iz 2010. u njemu je živjelo 132 stanovnika.